# Cladonia botrytes
Cladonia botrytes (K.G. Hagen) Willd. (1787), è una specie di lichene appartenente al genere Cladonia,  dell'ordine Lecanorales.
Il nome deriva dal greco βοτρυωτός, botryotòs, che significa ornato di grappoli, per la forma a grappoli che assumono gli apoteci.

## Caratteristiche fisiche
In un primo tempo gli apoteci di colore giallo avevano fatto ascrivere questa specie alla sezione Ochroleucae; recenti risistemazioni tassonomiche la attribuiscono oggi alla sezione Cocciferae. I podezi sono di forma cilindrica, privi di soredio, con il cortex di consistenza granulosa e sviluppano sempre gli apoteci.
Il fotobionte è principalmente un'alga verde delle Trentepohlia.

## Habitat
Preferisce climi che vanno dal circumpolare al montano di tipo boreale. Ritrovato su legni marcescenti e soprattutto sulla parte orizzontale di ceppaie di tronchi e degli stessi tronchi crollati al suolo, principalmente di conifere. Predilige un pH del substrato molto acido o con valori intermedi fra molto acido e subneutrale. Il bisogno di umidità varia da igrofitico a mesofitico.

## Località di ritrovamento

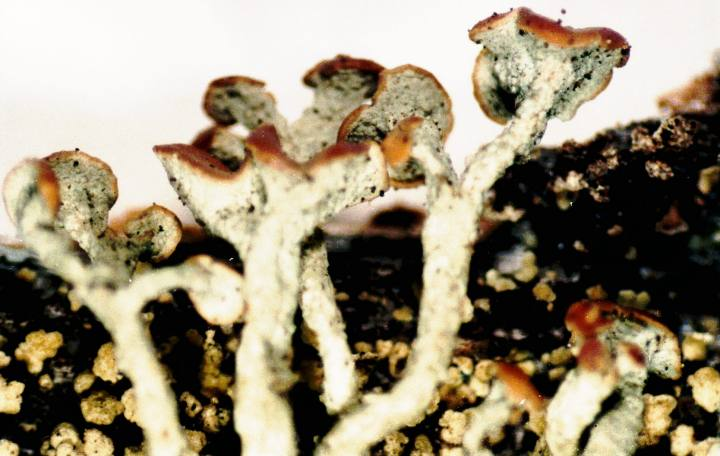
Cladonia botrytes

La specie è stata reperita nelle seguenti località:
Canada (Manitoba, Ontario, Terranova, Labrador, Québec (provincia), Alberta, Saskatchewan, Yukon, Columbia Britannica, Nuovo Brunswick); USA (Colorado, Minnesota, Alaska, Wisconsin, New York, Maine, Michigan, Nebraska); Germania (Schleswig-Holstein, Sassonia-Anhalt, Baden-Württemberg, Essen, Renania-Palatinato, Sassonia, Meclemburgo, Brandeburgo, Baviera); Russia (Oblast di Tomsk); Cina (Fujian, Heilongjiang); Austria (Steiermark); Danimarca, Estonia, Finlandia, Gran Bretagna, India, Lituania, Lussemburgo, Mongolia, Norvegia, Polonia, Repubblica Ceca, Romania, Spagna, Svezia, Ungheria.
In Italia è presente, ma estremamente rara, in tutto il Trentino-Alto Adige, nella Lombardia settentrionale, in poche località del Veneto ai confini col Trentino, nelle zone alpine friulane e in poche località della Sardegna centrale e orientale.

## Tassonomia

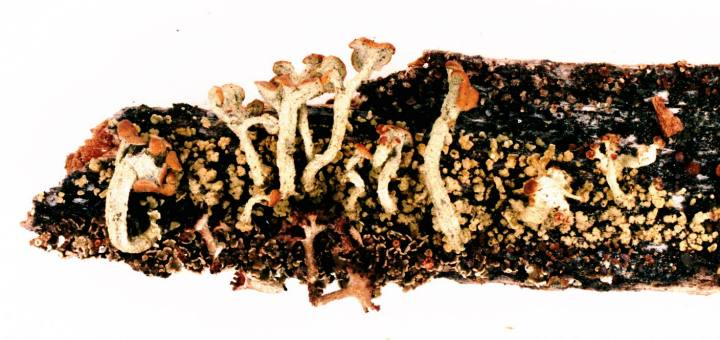
Cladonia botrytes

Fino al 2001 questa specie era inserita nella sezione Ochroleucae, in seguito la maggior parte dei lichenologi l'ha attribuita alla sezione Cocciferae; a tutto il 2008 sono state identificate le seguenti forme, sottospecie e varietà:
- Cladonia botrytes f. botrytes (K.G. Hagen) Willd. (1787).
- Cladonia botrytes f. sorediosa Oxner (1978).
- Cladonia botrytes var. botrytes (K.G. Hagen) Willd. (1787).
- Cladonia botrytes var. exoluta Nyl.